# Casera Galvana
Il ricovero casera Galvana è un bivacco situato in Val Zemola, nelle Dolomiti friulane, a 1613 metri d'altezza.
Dalla casera si gode la vista panoramica del monte Duranno e si può nelle vicinanze cimentarsi nella salita del Monte Porgeit.
Il bivacco si sviluppa su due piani con 8 posti per dormire su tavola al piano superiore, ha una stanza principale con caminetto e un'altra adibita a deposito per la legna. 

## Curiosità
La Casera Galvana è molto citata nelle opere letterarie dello scrittore Mauro Corona, suo assiduo frequentatore.